# Michael Spyres

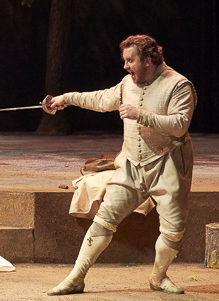
Michael Spyres in Le pré aux clercs von Ferdinand Hérold (Opéra-Comique 2015)

Michael Spyres  (* 1979 in Mansfield, Missouri) ist ein US-amerikanischer Opernsänger (Tenor).

## Leben und Wirken
Spyres wuchs in einer Musikerfamilie auf, seine Eltern arbeiteten als Musikpädagogen. Seine Gesangsausbildung begann er in den USA und ging im Alter von 24 Jahren nach Wien, wo er sein Studium am damaligen Wiener Konservatorium (heute: Musik und Kunst Privatuniversität der Stadt Wien) fortsetzte.
Nach seinem Debüt am Teatro San Carlo in Neapel im Jahr 2005 als Jaquino in Fidelio war Spyres in der Rolle des Alberto in Rossinis La gazzetta beim Festival Rossini in Wildbad zu erleben und sang auf einer Tournee durch Japan Alfredo in La Traviata. Er kehrte im 2008 in der Titelpartie in Rossinis Otello nach Bad Wildbad zurück. In der Spielzeit 2008/2009 wurde Spyres Ensemblemitglied der Deutschen Oper Berlin, wo er in Partien wie Tamino in Die Zauberflöte und Steuermann in Der fliegende Holländer zu hören war. 2008/2009 debütierte er in La favorite in London (Chelsea Opera Group), als Belfiore in Rossinis Il viaggio a Reims an der Mailänder Scala und als Raoul in Meyerbeers Les Huguenots in New York.
In den 2010er Jahren war er als Roméo in Gounods Roméo et Juliette an der Opera Ireland, als Néoclès in Rossinis Le siège de Corinthe beim Bad Wildbader Rossini-Festival sowie in Roméo et Juliette bei den Salzburger Festspielen und als Ozìa in Mozarts Betulia liberata mit Riccardo Muti in Salzburg und Ravenna zu erleben.
Partien der Spielzeit 2010/2011 umfassten Tamino in Liège, Mazzonis Antigono in Lissabon, Gianetto in La gazza ladra in Dresden und Arnold in Rossinis Guillaume Tell beim Caramoor Festival. Auf dem Konzertpodium sang er in einer Reihe von Konzerten von Verdis Otello mit dem Chicago Symphony Orchestra und Riccardo Muti, Schumanns Szenen aus Goethes Faust mit dem American Symphony Orchestra und ein Arienkonzert in Moskau.
2011/2012 trat er als Rodrigo in Rossinis La donna del lago an der Mailänder Scala, in einer Konzerttournee mit John Eliot Gardiner mit Beethovens 9. Sinfonie, in der Titelrolle von Bernsteins Candide an der Oper in Rom, als Edgardo in Lucia di Lammermoor an der Minnesota Opera, als Masaniello in Aubers La muette de Portici in Paris sowie als Baldassare in Rossinis Ciro in Babilonia beim Caramoor Festival und beim Rossini Opera Festival in Pesaro auf.
In der Spielzeit 2012/2013 debütierte Spyres am Liceu in Barcelona in der Titelpartie von Les Contes d’Hoffmann. Weitere Verpflichtungen in den Jahren 2012 und 2013 umfassen Faust in Berlioz’ La damnation de Faust an der Vlaamse Opera, Beethovens Missa solemnis und 9. Sinfonie in der Carnegie Hall und in Costa Mesa mit John Eliot Gardiner, Orombello in Bellinis Beatrice di Tenda in der Carnegie Hall, Masaniello in La muette de Portici in Bari, Verdis Messa da Requiem in Porto, Leicester in Maria Stuarda in Washington, Candide an der Vlaamse Opera und Rodrigo in La donna del lago an der Royal Opera House in London. Im Januar 2019 gab Spyres sein Debüt an der Wiener Staatsoper als Ramiro in Rossinis La Cenerentola. 2020 erfolgte sein Debüt an der New Yorker Metropolitan Opera als Faust in La damnation de Faust. An diesem Opernhaus sang er in Folge die Titelpartie in Idomeneo und Pollione in Norma. Einen bedeutenden Schritt ins Wagner-Fach machte der Sänger mit seinem Debüt als Lohengrin im März 2024 an der Opéra national du Rhin. Im Sommer 2024 debütierte Spyres als Siegmund in Die Walküre bei den Bayreuther Festspielen.

## Auszeichnungen
2015 war Spyres für den International Opera Award als bester Sänger nominiert. 2024 wurde er bei den Oper! Awards der Fachzeitschrift Oper! in der Kategorie „Bester Sänger“ ausgezeichnet.

## Diskografie
Spyres nahm Rossinis La gazzetta, Otello und Le siège de Corinthe sowie Guillaume Tell  für Naxos auf sowie eine Solo-CD, A Fool For Love, für Delos. Eine CD mit Arien für Adolphe Nourrit, die in Bad Wildbad 2014 aufgenommen wurde, wartet immer noch auf ihre Veröffentlichung.